# مثلث بل

ساخت مثلث بل

در ریاضیات مثلث بل (انگلیسی: Bell triangle) مثلثی از اعداد است که مقادیر آن تعداد افرازهایی از یک مجموعه را می‌شمارد که در هر کدام از آن‌ها عنصری مشخص بزرگترین مجموعهٔ تک‌عضوی است. نام این مثلث به‌دلیل رابطهٔ نزدیک آن با اعداد بل انتخاب شده‌است. اعداد بل به‌افتخار اریک تمپل بل نامگذاری شده‌اند. اعداد بل را می‌توان در دو طرف مثلث بل دید. مثلث بل به طور مستقل توسط افراد مختلفی کشف شد؛ از این افراد می‌توان به چارلز سندرز پرس و الکساندر ایتکن اشاره کرد. به همین دلیل این مثلث به نام‌های آرایهٔ ایتکن و مثلث پرس نیز معروف است.

## مقادی
در فرمتی شبیه به آنِ مثلث پاسکال، چند سطر ابتدایی مثلث بل به شکل زیرند:
```
                    1
                 1     2
              2     3     5
           5     7    10    15
       15    20    27    37    52
    52    67    87   114   151   203
203   255   322   409   523   674   877
```